# Persone di nome Danilo
| Questa pagina contiene informazioni ricavate automaticamente dalle voci biografiche con l'ausilio del template Bio e di un bot. L'aggiornamento è periodico e automatico e ricostruisce completamente la pagina. Se manca una persona in questa lista, sei pregato di non aggiungerla, ma accertati piuttosto che la sua voce biografica contenga il template Bio e che i dati anagrafici siano correttamente compilati. Se il template Bio manca, inseriscilo tu stesso o, in alternativa, metti l'avviso {{tmp\|Bio}} che ne segnala la mancanza. Se i dati riportati sono sbagliati, correggi direttamente la voce biografica; le modifiche saranno visibili in questa lista entro pochi giorni. Per chiarimenti vedi il progetto antroponimi. La lista contiene solo le 191 persone che sono citate nell'enciclopedia e per le quali è stato implementato correttamente il template Bio. Pagina aggiornata al 22 lug 2025. |

Questa è una lista di persone presenti nell'enciclopedia che hanno il nome Danilo, suddivise per attività principale.

## Allenatori di calcio(4)
- Danilo Colombo, allenatore di calcio e calciatore italiano (Turbigo, n. 1935 - Turbigo, † 2003)
- Danilo Gabriel de Andrade, allenatore di calcio e ex calciatore brasiliano (São Gotardo, n. 1979)
- Danilo Ferrari, allenatore di calcio e ex calciatore italiano (Bondeno, n. 1955)
- Danilo Pileggi, allenatore di calcio e ex calciatore italiano (Nicastro, n. 1958)

## Allenatori di hockey su ghiaccio(1)
- Danilo Bertotto, allenatore di hockey su ghiaccio e ex hockeista su ghiaccio italiano (Luserna San Giovanni, n. 1969)

## Allenatori di sci alpino(1)
- Danilo Sbardellotto, allenatore di sci alpino e ex sciatore alpino italiano (Valdisotto, n. 1960)

## Arbitri di calcio(1)
- Danilo Nucini, ex arbitro di calcio italiano (Ravenna, n. 1960)

## Artisti(1)
- Neve, artista italiano (Torino, n. 1986)

## Astisti(1)
- Danilo Innocenti, astista italiano (Sesto Fiorentino, n. 1904 - † 1949)

## Attori(5)
- Danilo Brugia, attore e cantante italiano (Roma, n. 1978)
- Danilo De Girolamo, attore, doppiatore e direttore del doppiaggio italiano (Roma, n. 1956 - Roma, † 2012)
- Danilo De Summa, attore italiano (Brindisi, n. 1969)
- Danilo Mattei, attore italiano (Roma)
- Danilo Nigrelli, attore italiano (Grosseto, n. 1960)

## Attori teatrali(1)
- Danilo Bertazzi, attore teatrale, personaggio televisivo e autore televisivo italiano (Chivasso, n. 1960)

## Avvocati(1)
- Danilo De' Cocci, avvocato e politico italiano (Grottammare, n. 1916 - Roma, † 2006)

## Biatleti(1)
- Danilo Riethmüller, biatleta tedesco (n. 1999)

## Bobbisti(1)
- Danilo Santarsiero, ex bobbista italiano (Milano, n. 1979)

## Canoisti(1)
- Danilo Tognon, ex canoista italiano (Padova, n. 1937)

## Canottieri(1)
- Danilo Fraquelli, ex canottiere italiano (Gravedona, n. 1968)

## Cantanti(1)
- Danilo Kocjančič, cantante, chitarrista e compositore sloveno (Capodistria, n. 1949 - Lubiana, † 2013)

## Cantautori(2)
- Danilo Amerio, cantautore italiano (Asti, n. 1963)
- Danilo Sacco, cantautore e chitarrista italiano (Agliano Terme, n. 1965)

## Cestisti(15)
- Danilo Anđušić, cestista serbo (Belgrado, n. 1991)
- Danilo Barthel, ex cestista tedesco (Heidelberg, n. 1991)
- Danilo Coito, cestista uruguaiano (Florida, n. 1931 - Montevideo, † 2010)
- Danilo Del Cadia, ex cestista italiano (Marino, n. 1969)
- Danilo Djuricic, cestista canadese (Brampton, n. 1999)
- Danilo Fevola, ex cestista italiano (Napoli, n. 1985)
- Danny Florencio, cestista filippino (Manila, n. 1947 - San Francisco, † 2018)
- Danilo Gallinari, cestista italiano (Sant'Angelo Lodigiano, n. 1988)
- Danilo Giani, ex cestista italiano (Gallarate, n. 1964)
- Danilo Nikolić, cestista montenegrino (Podgorica, n. 1993)
- Danilo Ostojić, cestista serbo (Belgrado, n. 1996)
- Danilo Petrović, cestista serbo (Vršac, n. 1999)
- J.R. Pinnock, ex cestista statunitense (Fort Hood, n. 1983)
- Danilo Siqueira, cestista brasiliano (Uberaba, n. 1994)
- Danilo Tasić, cestista serbo (Niš, n. 1993)

## Chitarristi(1)
- Danilo Caymmi, chitarrista, flautista e cantante brasiliano (Rio de Janeiro, n. 1948)

## Ciclisti su strada(9)
- Danilo Barozzi, ciclista su strada italiano (Bagnolo in Piano, n. 1927 - Reggio Emilia, † 2020)
- Danilo Celano, ex ciclista su strada italiano (Vasto, n. 1989)
- Danilo Di Luca, ex ciclista su strada italiano (Spoltore, n. 1976)
- Danilo Ferrari, ciclista su strada italiano (Chioggia, n. 1940 - Mongrando, † 2007)
- Danilo Gioia, ex ciclista su strada e mountain biker italiano (Vignate, n. 1966)
- Danilo Grassi, ex ciclista su strada italiano (Lonate Pozzolo, n. 1941)
- Danilo Hondo, ex ciclista su strada, pistard e dirigente sportivo tedesco (Cottbus, n. 1974)
- Danilo Napolitano, ex ciclista su strada e pistard italiano (Vittoria, n. 1981)
- Danilo Wyss, ciclista su strada svizzero (Pompaples, n. 1985)

## Compositori(1)
- Danilo Lorenzini, compositore italiano (Milano, n. 1952)

## Conduttori radiofonici(1)
- Danilo Contaldo, conduttore radiofonico, comico e scrittore italiano (Roma, n. 1979)

## Critici d'arte(1)
- Danilo Eccher, critico d'arte italiano (Tione di Trento, n. 1953)

## Cuochi(1)
- Danilo Nannini, pasticciere, imprenditore e dirigente sportivo italiano (Siena, n. 1921 - Siena, † 2007)

## Direttori della fotografia(1)
- Danilo Desideri, direttore della fotografia italiano (Roma, n. 1940)

## Divulgatori scientifici(1)
- Danilo Coppe, divulgatore scientifico e autore televisivo italiano (Milano, n. 1963)

## Etologi(1)
- Danilo Mainardi, etologo, ecologo e divulgatore scientifico italiano (Milano, n. 1933 - Venezia, † 2017)

## Fondisti di corsa in montagna‎(1)
- Danilo Bosio, ex fondista di corsa in montagna italiano (Peia, n. 1972)

## Fumettisti(2)
- Danilo Barozzi, fumettista italiano (Milano, n. 1969)
- Danilo Grossi, fumettista italiano (Venezia, n. 1950)

## Generali(2)
- Danilo Errico, generale italiano (Torino, n. 1953)
- Danilo Kalafatović, generale serbo (Konarevo, n. 1875 - Moosburg an der Isar, † 1946)

## Ginnasti(1)
- Danilo Fioravanti, ginnasta e allenatore di ginnastica artistica italiano (Berra, n. 1913 - Vigevano, † 2007)

## Giocatori di calcio a 5(2)
- Danilo Baron, giocatore di calcio a 5 brasiliano (São Bernardo do Campo, n. 1985)
- Danilo Lançoni Lacerda, ex giocatore di calcio a 5 brasiliano (Curitiba, n. 1971)

## Giocatori di football americano(2)
- Danilo Mijušković, ex giocatore di football americano e allenatore di football americano serbo (n. 1987)
- Danilo Naranjo González, giocatore di football americano tedesco

## Giornalisti(1)
- Danilo Sarugia, giornalista italiano (Milano, n. 1939)

## Giuristi(1)
- Danilo Zolo, giurista italiano (Fiume, n. 1936 - Firenze, † 2018)

## Illustratori(1)
- Danilo Moretti, illustratore italiano (Torino, n. 1971)

## Imprenditori(2)
- Danilo Coppola, imprenditore italiano (Roma, n. 1967)
- Danilo Iervolino, imprenditore italiano (Palma Campania, n. 1978)

## Ispanisti(1)
- Danilo Manera, ispanista e traduttore italiano (Alba, n. 1957)

## Mafiosi(1)
- Danilo Abbruciati, mafioso italiano (Roma, n. 1944 - Milano, † 1982)

## Maratoneti(1)
- Danilo Goffi, maratoneta italiano (Legnano, n. 1972)

## Militari(2)
- Danilo Astrua, militare italiano (Graglia, n. 1913 - fronte russo, † 1943)
- Danilo Stiepovich, militare italiano (Trieste, n. 1912 - Oceano Atlantico, † 1941)

## Musicisti(2)
- Danilo Madonia, musicista, arrangiatore e compositore italiano (Genova, n. 1958)
- Danilo Rigosa, musicista e cantante lirico italiano (Brescia, n. 1949)

## Nuotatori(1)
- Danilo Zavoli, ex nuotatore sammarinese (Rimini, n. 1973)

## Pallanuotisti(1)
- Danilo Ikodinović, ex pallanuotista serbo (Belgrado, n. 1976)

## Pallavolisti(1)
- Danilo Finazzi, ex pallavolista italiano (Calcinate, n. 1976)

## Partigiani(1)
- Danilo Preto, partigiano italiano (Verona, n. 1922 - Verona, † 1944)

## Pattinatori artistici a rotelle(1)
- Danilo Decembrini, pattinatore artistico a rotelle italiano (Tivoli, n. 1988)

## Percussionisti(1)
- Danilo Grassi, percussionista e direttore d'orchestra italiano (Soragna, n. 1961)

## Pianisti(2)
- Danilo Pérez, pianista e compositore panamense (Panama, n. 1965)
- Danilo Rea, pianista italiano (Vicenza, n. 1957)

## Piloti automobilistici(1)
- Danilo Tesini, pilota automobilistico italiano (Verona, n. 1925 - † 2008)

## Piloti di rally(1)
- Danilo Fappani, copilota di rally italiano (Brescia, n. 1969)

## Piloti motociclistici(2)
- Danilo Dell'Omo, pilota motociclistico italiano (Velletri, n. 1983)
- Danilo Petrucci, pilota motociclistico italiano (Terni, n. 1990)

## Pittori(2)
- Danilo Guidetti, pittore italiano (Castiglione delle Stiviere, n. 1928 - Castiglione delle Stiviere, † 1990)
- Danilo Soligo, pittore e restauratore italiano (Trevignano, n. 1920 - Montebelluna, † 2016)

## Politici(12)
- Danilo Astori, politico e economista uruguaiano (Montevideo, n. 1940 - Montevideo, † 2023)
- Danilo Bertoli, politico italiano (San Daniele del Friuli, n. 1947)
- Danilo Della Valle, politico italiano (Capua, n. 1983)
- Danilo Oscar Lancini, politico italiano (Rovato, n. 1965)
- Danilo Leva, politico italiano (Roma, n. 1978)
- Danilo Medina, politico e economista dominicano (Bohechío, n. 1951)
- Danilo Moretti, politico italiano (Fossalta di Portogruaro, n. 1946)
- Danilo Morini, politico e funzionario italiano (Villa Minozzo, n. 1934 - Reggio Emilia, † 2023)
- Danilo Paris, politico italiano (Trento, n. 1910 - † 1978)
- Danilo Tani, politico italiano (Cavriglia, n. 1931 - † 2009)
- Danilo Toninelli, politico italiano (Soresina, n. 1974)
- Danilo Türk, politico e diplomatico sloveno (Maribor, n. 1952)

## Presbiteri(1)
- Danilo Cubattoli, presbitero e critico cinematografico italiano (San Donato in Poggio, n. 1922 - Firenze, † 2006)

## Principi(1)
- Danilo I del Montenegro, principe montenegrino (Njeguši, n. 1826 - Cattaro, † 1860)

## Psichiatri(1)
- Danilo Cargnello, psichiatra italiano (Castelfranco Veneto, n. 1911 - Montagna in Valtellina, † 1998)

## Registi(2)
- Danilo Caputo, regista e sceneggiatore italiano (n. 1984)
- Danilo Massi, regista, sceneggiatore e fotografo italiano (Roma, n. 1956)

## Rivoluzionari(1)
- Danilo Ilić, rivoluzionario serbo (Sarajevo, n. 1890 - Sarajevo, † 1915)

## Rugbisti a 15(1)
- Danilo Fischetti, rugbista a 15 italiano (Genzano di Roma, n. 1998)

## Scenografi(1)
- Danilo Donati, scenografo, costumista e scrittore italiano (Luzzara, n. 1926 - Roma, † 2001)

## Scrittori(5)
- Danilo Arona, scrittore e saggista italiano (Alessandria, n. 1950)
- Danilo Kiš, scrittore jugoslavo (Subotica, n. 1935 - Parigi, † 1989)
- Danilo Montaldi, scrittore, traduttore e saggista italiano (Cremona, n. 1929 - Val Roia, † 1975)
- Danilo Pennone, scrittore e compositore italiano (Roma, n. 1963)
- Danilo Soscia, scrittore italiano (Formia, n. 1979)

## Showgirl e showman(1)
- Danilo Fatur, showman e cantante italiano (n. 1963)

## Sociologi(1)
- Danilo Dolci, sociologo, poeta e educatore italiano (Sesana, n. 1924 - Trappeto, † 1997)

## Sovrani(2)
- Danilo di Galizia, sovrano (Halyč, n. 1201 - Chełm, † 1264)
- Danilo II del Montenegro, sovrano montenegrino (Cettigne, n. 1871 - Vienna, † 1939)

## Tennisti(2)
- Danilo Marcelino, ex tennista brasiliano (Salvador, n. 1966)
- Danilo Petrović, tennista serbo (Belgrado, n. 1992)

## Tenori(1)
- Danilo Formaggia, tenore italiano (Milano, n. 1973)

## Vescovi ortodossi(1)
- Danilo I Šćepčev Petrović-Njegoš, vescovo ortodosso serbo (Njeguši, n. 1670 - Podmaine, † 1735)

## Violinisti(1)
- Danilo Belardinelli, violinista e direttore d'orchestra italiano (Roma, n. 1915 - Roma, † 1998)

## Violisti(1)
- Danilo Rossi, violista italiano (Forlì, n. 1965)

## Senza attività specificata(2)
- Danilo Di Veglia, vigile del fuoco italiano (Roma, n. 1962 - Roma, † 2001)
- Danilo Poggiolini, ex politico e scrittore italiano (Rocca San Casciano, n. 1932)